# Вінниця (футбольний клуб)
Це стаття про футбольний клуб, створений 2010 року. Про клуб, що носив назву «Вінниця» в 1999—2003 роках, див. Нива (Вінниця).
«Вінниця» — аматорський футбольний клуб з однойменного міста, створений 2010 року.

## Історія
Заснований під назвою «Держслужбовець-КФКС» у 2010 році, після чого став виступати в регіональних змаганнях. 2012 року клуб дійшов до фіналу обласного кубка та виграв чемпіонат Вінницької області, завоювавши право на участь в аматорському чемпіонаті 2013 року.
В липні 2012 року команда змінила назву на ФК «Вінниця».
11 листопада 2015 року ФК «Вінниця» подав заявку для атестації на право участі у Всеукраїнських змаганнях з футболу серед клубів другої ліги ПФЛ у сезоні-2016/17.

## Досягнення
Чемпіонат Вінницької області з футболу
- Чемпіон(2) — 2011/12, 2012/13
- Срібний призер(2) — 2013/14, 2014/15
- Бронзовий призер(2) — 2009/10, 2015/16

Кубок Вінницької області з футболу
- Володар(2) — 2013, 2016
- Фіналіст(1) — 2012

## Логотипи

Логотип «Держслужбовця-КФКС» (2010—2012)

## Відомі гравці
До списку потрапили футболісти, які мають досвід виступів у Вищій та Першій лізі чемпіонату України
- Віталій Бабік
- Андрій Веретинський
- Олександр Гайдаржи
- Дмитро Євстафієв
- Віталій Жеребкін
- Олександр Курневич
- Ігор Маляренко
- Колінс Нгаха
- Олег Остапенко
- Іван Петрук
- Сергій Рева